# Jean Spangler
Jean Elizabeth Spangler (2 tháng 9 năm 1923 – mất tích ngày 7 tháng 10 năm 1949) là một nữ diễn viên người Mỹ xuất hiện trong một số bộ phim của Hollywood vào cuối những năm 1940. Cô thu hút sự chú ý của công chúng vì sự mất tích bí ẩn vào cuối năm 1949.
Sinh ra ở Seattle, Washington, Spangler theo học trung học ở Los Angeles, California, trước khi bắt đầu sự nghiệp điện ảnh vào năm 1948, xuất hiện với tư cách là một vũ công trong một số vai diễn, bao gồm phim hài kịch When My Baby Smiles at Me (1948) của Walter Lang,  Chicken Every Sunday (1949) và bộ phim ca nhạc Young Man with a Horn (1950).